# Anders Walter

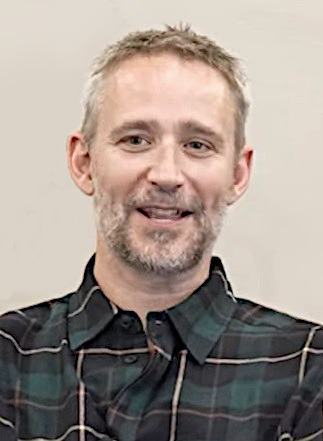
Anders Walter im Jahr 2023

Anders Walter (* 5. Februar 1978 in Aarhus) ist ein dänischer Drehbuchautor, Filmregisseur und Illustrator. 

## Wirken
Anders Walters erste internationale Bekanntheit als Filmemacher konnte er 2011 mit den Kurzfilm Den Talende Kuffert erreichen. Ein weiterer Film 9 Meter wurde bei sämtlichen Film-Festivals aufgeführt und konnte einige Preise gewinnen. Im Jahr 2014 wurde ihm zusammen mit seinem Kollegen Kim Magnusson für Helium in der Kategorie „Bester Kurzfilm“ der Oscar verliehen.
Walter unterstützt die Musikband Grand Avenue bei der Gestaltung ihrer Albencover. In dieser Band ist sein Zwillingsbruder Rasmus Walter Frontmann und Sänger. Er arbeitet unter anderem im Großbritannien an seinen nächsten Filmprojekten. Walters Spielfilmdebüt I Kill Giants feierte seine Weltpremiere am 9. September 2017 auf dem Toronto International Film Festival. Sein 2023 veröffentlichter Kurzfilm Ivalu über zwei Schwestern in Grönland, von denen eine plötzlich verschwunden ist, erhielt eine Oscarnominierung.

## Filmografie

### Als Regisseur
- 2017: I Kill Giants

### Als Regisseur und Drehbuchautor
- 2011: Den Talende Kuffert
- 2012: 9 meter
- 2013: Helium
- 2014: Katusha
- 2020: Turned
- 2020: Child of Mine
- 2023: Ivalu

### Als Produzent
- 2011: Den Talende Kuffert
- 2012: 9 meter
- 2013: Helium
- 2014: The Oscar Nominated Short Films 2014: Live Action